# Biserica Toți Sfinții - Hagi Enuș din Craiova
Biserica Toți Sfinții - Hagi Enuș din Craiova este un ansamblu de monumente istorice aflat pe teritoriul municipiului Craiova.
Ansamblul este format din două monumente:
- Biserica „Toți Sfinții” - Hagi Enuș (cod LMI DJ-II-m-B-07981.01)
- Turn clopotniță (cod LMI DJ-II-m-B-07981.02)